# ラヒ
ラヒ/Rahiは玩具メーカー・レゴ社が作るストーリーライン・バイオニクルに登場する、架空の動物の総称である。ありとあらゆる場所に生息し、その姿もまた多種多様である。
メトロ・ヌイのオヌ・メトロの地下にある資料館では、一部のラヒが研究対象として捕獲、保管されていた。

## マタ・ヌイ島のラヒ
カネラ / Kane-Ra
牛のような角を持つ大型のラヒ。
汚染されたカノイを着けられ、マクータに操られたこともある。
ムアカ / Muaka
トラのような姿をした大型のラヒ。
汚染されたカノイを着けられ、マクータに操られたこともある。
タラカーヴァ / Tarakava
汚染されたカノイを着けられ、マクータに操られたこともある。
ヌイ・ジャガ / Nui-Jaga
サソリのような姿をした大型のラヒ。
汚染されたカノイを着けられ、マクータに操られたこともある。

### レ・コロ村のラヒ
グッコバード / Gukko Bird
マタ・ヌイ島南部の湿地帯「レ・ワイ」に生息する、中型の鳥。「グッコ」とも呼ばれる。
四枚の翼をハチドリのように羽ばたかせて飛行する。マトランを乗せて飛行することもできる。
グラーロック / Graalok
レ・ワイに生息する、クマのようなラヒ。
性格は獰猛で縄張り意識が強く、侵入者には容赦なく襲い掛かる。しかしレーバには可愛がられ、手懐けられている。
ヌイ・ラマ / Nui-Rama
トンボかカのような姿をしたラヒ。
マタ・ヌイ島全土で見られるが、レ・ワイに巣を作っている。
汚染されたカノイを着けられ、マクータに操られたこともある。

### オヌ・コロ村のラヒ
ウッサルクラブ / Ussal Crab
オヌ・コロで飼い慣らされている、中型のカニ。「ウッサル」とも呼ばれる。
性格は人懐っこく、マトランを乗せて運んだり、掘削機を使い作業を手伝ったりしている。また、オヌ・コロにはウッサルクラブに乗って速さを競うウッサルレースや、オヌ・コロ村の防衛隊「ウッサリー」でも利用されている。
タ・コロ村のマトラン、タクアもプーク / Pukuという名前のウッサルレースを引退したウッサルクラブを飼っている。

## メトロ・ヌイのラヒ
ニヴォーク / Nivawk
デュームの飼っている、鷹に似た大型のラヒ。
情報収集に勤しみ、集めた情報をデュームに届ける働きを担っている。
デュームに成り済ましたマクータによって吸収されてしまう。
キートング / Keetongu
一つ目の巨人型のラヒ。
非常に高い知能を誇り、毒に関する豊富な知識を持っている。

### ポーメトロのラヒ
キカナーロ / Kikanalo
ポーメトロ周辺に生息する、エラスモテリウムのような姿をした大型のラヒ。
鋭い角と強靭な脚力を持つ。咆哮は凄まじく、岩を震動させて落石を起こすこともできる。
一頭のリーダーを筆頭に群れで行動する習性があり、集団で暴走し村を破壊することもあるが、地中のプロトデルミスを掘り起こしてくれる為にその事は問題にされない。

### ヴィソラック / Visorak
クモに似た大型のラヒ。大地震と共に現れた。
シドラックやルーダカに使役され、トーア・ホーディカと対決した。
ヴォータラック / Vohtarak
赤いヴィソラックの総称。
スーコラック / Suukorak
白いヴィソラックの総称。
ボッガラック / Boggarak
青いヴィソラックの総称。
キーレラック / Keelerak
緑色のヴィソラックの総称。
ロポラック / Roporak
茶色いヴィソラックの総称。
オーノラック / Oohnorak
黒いヴィソラックの総称。

## マーリ・ヌイのラヒ
ハイドローカ/Hydruka
ガジュンカ / Gadunka
エネルギーハウンド / Energy Hound
大型の野獣のようなラヒ。猟犬として飼い慣らされていると思われる。
足場をものともしない敏捷な身のこなしを誇り、鋭い牙と爪を持つ。

## 変異体
フェンラック / Fenrakk
とても小さなクモのようなラヒ。
ヴェゾンと共に行動しているのは生命のカノイ「イグニカ」が守護者とするべく巨大化させた個体。
カーダスドラゴン / Kardas Dragon
巨大なドラゴンのような姿をしたラヒ。
トーア・イニカとヴェゾンの戦いの際に、溶岩の中に落ちたフェンラックがイグニカの力で変化した姿で、圧倒的なパワーを持つ。

## その他
日本での公式表記がないものが多い為、正しいカタカナ表記とは限りません。
アシッドフライズ/Acid Flies
エアサーパンツ/Air Serpents
アーカイブスビースト/Archives Beast
アーカイブスモール/Archives Mole
アータッカブル/Artakha Bull
アッシュベアー/Ash Bear
アヴォーカフ/Avohkah
ブレードバロワー/Blade Burrower
ブラーカス/Brakas
ブルナック/Burnak
ケーブルクロウラー/Cable Crawler
カタパルトスコーピオン/Catapult Scorpion
ケイヴフィッシュ/Cave Fish
シュートラーカー/Chute Lurker
クリフスクリーチャー/Cliff Screecher
コロニードローン/Colony Drone
クリスタルクライマー/Crystal Climber
クリスタルサーパンツ/Crystal Serpents
ダガースパイダー/Dagger Spider
ディグコウ/Daikau
ダーミスタートル/Dermis Turtle
ディヴァウアー/Devourer
ディカペイ/Dikapi
ドゥームヴァイパー/Doom Viper
ダストダーター/Dust Darter
ドゥウェル・イン・ザ・ディープ/Dweller in the Deep
フェイダーブル/Fader Bull
フェーコー/Fikou
ファイアエンタティ/Fire Entity
ファイアフライヤー/Fireflyer
ファーストラヒ/First Rahi
フローストビートル/Frost Beetle
フローストリーチ/Frost Leech
ファーナスサラマンダー/Furnace Salamander
フーサ/Fusa
ガフーナ/Gafna
ジャイアントシャーク/Giant Shark
ジャイアントスクイド/Giant Squid
ゲートガーディアン/Gate Guardian
ゲッキュラ/Ghekula
ゴコ・カフー/Goko-Kahu
グレートテンプルスクイド/Great Temple Squid
ハナ/Hahnah
ハパカ/Hapaka
ヒカキー/Hikaki
ホト/Hoto
ホーシー/Husi
アイスバット/Ice Bat
アイスヴァーマン/Ice Vermin
インフェルナヴィカ/Infernavika
カーガラック/Kahgarak
カフー/Kahu
カノイドラゴン/Kanohi Dragon
カヴィニーカ/Kavinika
ケーラス/Keras
ケーワ/Kewa
キンロカ/Kinloka
キリコリーヌイ/Kirikori Nui
クラック/Klakk
コフォ・ジャガ/Kofo-Jaga
クラーワ/Kraawa
クラカ/Krahka
クラタナ/Kratana
クーマ・ヌイ/Kuma-Nui
クーナ/Kuna
ラーヴァエイプ/Lava Ape
ラーヴァクロウラー/Lava Crawler
ラーヴァイール/Lava Eel
ラーヴァホーク/Lava Hawk
ラーヴァラット/Lava Rat
ライトフィッシュ/Lightfish
ライトニングバグ/Lightning Bug
ロラク/Lohrak
ロングファング/Longfang
マヒー/Mahi
マキーカ/Makika
マクータフィッシュ/Makuta Fish
マナコ/Mana Ko
マナス/Manas
マンヌートリー/Manutri
マタヌイカウ/Mata Nui Cow
マタヌイフィッシングバード/Mata Nui Fishing Bird
メトロマンティス/Metru Mantis
モエア/Moa
マッドクロウラー/Mud Crawler
ネクロフィンチ/Necrofinch
ニーウゼスク/Niazesk
ナイトクリーパー/Night Creeper
ヌイ・コペン/Nui-Kopen
オーガニックラヒ/Organic Rahi
パラクレックス/Parakrekks
フェイズドラゴン/Phase Dragon
ピットウォートータス/Pit War Tortoise
ポカウィー/Pokawi
プロトドレイク/Proto Drake
プロトカレンズ/Protocairn
プロトディート/Protodite
ラヒヌイ/Rahi Nui
ラナマ/Ranama
レイザフィッシュ/Razorfish
レイザウェイル/Razor Whale
レッドサーパント/Red Serpent
ロックライオン/Rock Lion
ロックラプター/Rock Raptor
ロックワーム/Rockworm
ルキ/Ruki
サンドフロッグ/Sand Frog
サンドスクリーマー/Sand Screamer
サンドスナイプ/Sand Snipe
サンドタラカーヴァ/Sand Tarakava
シースピナー/Sea Spider
シャロウズキャット/Shallows Cat
ストーンタートル/Shore Turtle
シルバーシュートスパイダー/Silver Chute Spider
スモークホーク/Smoke Hawk
ソニックエンタティ/Sonic Entity
スパイニーストーンエイプ/Spiny Stone Ape
スパインスラッグ/Spine Slug
スティンガーウェイル/Stinger Whale
ストーンラット/Stone Rat
ストーンスネーク/Stone Snake
サブタレイニアンワーム/Subterranean Worm
タトラーク/Tahtorak
タケア/Takea
タクー/Taku
ザ・マウンテン/The Mountain
トーアタレインクロウラー/Toa Terrain Crawler
トゥロウラー/Troller
トンネルストライカー/Tunnel Stalker
トンネラー/Tunneler
ヴァキハンター/Vahki Hunter
ヴァコ/Vako
ヴァツーカ/Vatuka
ヴェノムフライヤー/Venom Flyer
ウァイキールー/Waikiru
ウォーターレイズ/Water Wraith
ワーム/Worm
ズィーヴァン/Zivon